# Oxidase alternativa
A oxidase alternativa é uma enzima que faz parte da cadeia respiratória em plantas, assim como em alguns fungos, protistas e possivelmente em alguns animais. Similaridades de sequências em relação à oxidase em plantas foram identificadas em genomas bacterianos.
A oxidase providencia uma rota alternativa para a passagem de electrões pela cadeia respiratória, para reduzir o oxigénio. No entanto, vários passos de bombeamento protónico são passados nesta via alternativa, e a activação da oxidase reduz a geração de ATP. Esta enzima foi primeiramente identificada como uma via distinta de oxidase da citocromo c oxidase já que a oxidase alternativa é resistente ao veneno cianureto.